# Олимпийский комитет Катара
Олимпийский комитет Катара (араб. اللجنة الأولمبية القطرية‎) — организация, представляющая Катар в международном олимпийском движении. Основан в 1979 году; зарегистрирован в МОК в 1980 году.
Штаб-квартира расположена в Дохе. Является членом Международного олимпийского комитета, Олимпийского совета Азии и других международных спортивных организаций. Осуществляет деятельность по развитию спорта в Катаре.